# Mahmud Gaznijski
Abu al-Kasim Mahmud ibn Sabuktigin (perzijsko ابوالقاسم محمود بن سبکتگین, latinizirano: Abu al-Qāṣim Maḥmūd ibn Sabuktigīn ; 2. november 971 – 30. april 1030), običajno znan kot Mahmud Gaznijski ali Mahmud Gaznavi ( محمود غزنوی ),  je bil sultan Gaznavidske dinastije, ki je vladal od leta 998 do 1030. Med njegovo vladavino in v srednjeveških virih je običajno znan pod svojim častnim nazivom Jamin al-Davla ( یمین‌ الدوله, dob. »Desna roka države«). V času njegove smrti se je njegovo kraljestvo preoblikovalo v obsežen vojaški imperij, ki se je raztezal od današnjega severozahodnega Irana do Pandžaba na indijski podcelini, Horezma v Transoksaniji in Makrana.
Mahmud, ki je bil močno perzificiran,  je nadaljeval birokratske, politične in kulturne običaje svojih predhodnikov, Samanidov. Postavil je temelje za bodočo perzijsko državo v Pandžabu, s posebnim osredotočanjem na Lahore, mesto, ki ga je osvojil. Njegova prestolnica Gazni se je razvila v pomembno kulturno, trgovsko in intelektualno središče islamskega sveta, ki se je skoraj kosalo s pomembnim mestom Bagdad. Prestolnica je privabljala številne pomembne osebnosti, kot sta al-Biruni in Firduzi.
Mahmud je po očetovi smrti prišel na prestol pri 27 letih, čeprav po kratki nasledstveni vojni z bratom Ismailom. Bil je prvi vladar z nazivom sultan ("oblastnik"), kar je pomenilo obseg njegove moči, hkrati pa je ohranilo ideološko povezavo s suzerenostvom do abasidskih kalifov. Med svojim vladanjem je 17-krat napadel srednjeveški Pandžab in oropal najbogatejša mesta in tempeljska naselja, kot sta Matura in Somnat, ter s plenom zgradil svojo prestolnico v Gazniju. 

## Rojstvo in ozadje
Mahmud se je rodil v mestu Gazni v regiji Zabulistan (v današnjem Afganistanu) 2. novembra 971. Njegov oče, Sabuktigin, je bil turški poveljnik sužnjev, ki je leta 977 postavil temelje dinastiji Gaznavidov v Gazniju, ki ji je vladal kot podrejeni Samanidom, ki so vladali Horasanu in Transoksaniji. Mahmudova mati je bila domačinka morebitnega iranskega porekla iz posestniške aristokratske družine v regiji Zabulistan,  zato je v nekaterih virih znan kot Mahmud-i Zavuli ("Mahmud Zabulistanski"). O Mahmudovem zgodnjem življenju ni veliko znanega, razen da je bil sošolec in rejniški brat Ahmada Majmandija, perzijca, doma iz Zabulistana.
Mahmud je znal koran na pamet, poznal je tudi muslimansko pravo in tradicijo. Po opisovanju gaznavidskega avtorja Abu'l-Fadla Bajhakija in pesnika Farukhija Sistanija je bil sultan natančen pri opravljanju svojih verskih dolžnosti, redno je opravljal molitve in bral koran. V mesecu ramadanu so pobrali 2,5 % zakata in ga porabili za revne. Mahmud ni prenašal nobenih odstopanj pri muslimanskih podložnikih. Uporabljali so cenzuro in imenovali uradnika za kaznovanje krivoverstva ali prestopništva. Pripadniki ismailskih šiitskih karamatijcev in batinskih sekt so bili v cesarstvu zatirani. Ujeli so jih in zaprli, če se niso spreobrnili, so jih pogosto sežgali in usmrtili.

## Družina
Mahmud se je poročil s hčerko Abu'l Hareta Ahmada, ki mu je rodila sinova dvojčka, Mohameda in Ma'suda, ki sta ga nasledila drug za drugim; njegov vnuk za Mas'udom, Mav'dud Gaznavijski, je kasneje prav tako postal vladar cesarstva. Po Mirat-i-Masudi ("Ogledalo Masuda"), hagiografiji v perzijskem jeziku, ki jo je v dvajsetih letih 17. stoletja napisal Abdur Rahman Čišti, naj bi bila Mahmudova sestra Sitr-e-Mu'ala domnevno poročena z Davudom bin Ataulahom Alavijem, znanim tudi kot Gazi Saijed Salar Sahu, čigar sin je bil Gazi Saijad Salar Masud. Mahmudov spremljevalec je bil gruzijski suženj Malik Ajaz, o katerem so pripovedovali pesmi in zgodbe.

### Potomci
Imel je sedem sinov in tri hčere:
- Abu Said Mas'ud
- Abu Ahmed Muhamad
- Sulejman
- Izmail
- Nasr
- Ibrahim
- Abu Mansur Abdur Rašid.
- Neznana hči se je poročila z Zijaridovim emirjem Manučihrjem
- Zainab, ki je bila poročena z Jagantiginom, sinom Kadirja kana iz Kara-Kanidskega cesarstva
- Neznana hči poročena s Kabusom, vladarjem dinastije Zijaridov.[25]

## Zgodnja kariera
Leta 988 je Mahmud, ki je bil star komaj petnajst let, odigral pomembno vlogo v prvi bitki pri Lagmanu med svojim očetom in Džajapalo.
Leta 994 se je pridružil očetu Sabuktiginu pri zavzetju Horasana proti uporniškemu Fa'iku. Sabuktigin je priznal njegove zasluge in mu podelil naziv Saifu'd-Davlah (Meč države) ter ga imenoval za poveljnika čet Horasana namesto Abu 'Alija Simdžurija.
Aprila 995 sta ga Abu Ali in Fa'iq napadla pri Nišapurju, premagala njegovo vojsko in zajela njegove slone ter zaklad. Julija je Sabuktigin pohitel na pomoč Mahmudu. Sabuktigin se je zapletel v bitko in premagal zavezniško vojsko. Veliko Abu Alijevih častnikov je bilo ujetih in zamenjanih za slone.
Leta 996, ko je Ilak kan Kara Kanidskega kanata napredoval proti Buhari, je Abdu'llah, vezir Amirja Nuha, užalil Subuktigina in mu zasedel del njegovega cesarstva. Subuktigin je poslal Mahmuda z 20.000 vojaki, da ga zamenja na oblasti. Med njegovo odsotnostjo je Abu'l-Kasim Simdžuri, brat Abu Alija Simdžurija, zavzel Nišapur. Mahmud ga je s svojim stricem Buhradžukom brez boja ponovno zavzel Nišapur. Nato je ponovno utrdil oblast v Horasanu. Po Subuktiginovi smrti se je Mahmud vrnil v Gazno, da bi se s svojim bratom Ismailom boril za prestol.

## Vladavina

### Vojna za nasledstvo
Sabuktigin je umrl avgusta 997, nasledil pa ga je sin Ismail kot vladar dinastije Gaznavidov. Razlog za Sabuktiginovo odločitev, da za dediča namesto izkušenejšega in starejšega Mahmuda imenuje Ismaila, ni znan. Morda je bilo to zato, ker je bila Ismailova mati hči Sabuktiginovega starega gospodarja Alptigina. Mahmud se je kmalu uprl in s pomočjo svojega drugega brata, Abu'l-Muzafarja, guvernerja Busta, naslednje leto v bitki pri Gazniju premagal Ismaila in prevzel nadzor nad kraljestvom Gaznavidov. Istega leta, leta 998, je Mahmud odpotoval v Balh in se poklonil Amirju Abu'l-Harifu Mansurju bin Nur II. Nato je za svojega vezirja imenoval Abu'l-Hasana Isfarainija, nato pa se je iz Gaznija odpravil proti zahodu, da bi zavzel regijo Kandahar, nato pa Bust (danes Laškar Gah v jugozahodnem Afganistanu ), ki ga je preoblikoval v militarizirano mesto.

### Osvojitev Horasana
Leta 998 je Mahmud Gaznijski, ki je nasledil svojega očeta, poskušal razširiti gaznavidski nadzor v Horasan. Potem ko mu ni uspelo zagotoviti Horasana s pogajanji s samanidskim Amirjem Mansurjem II., je Mahmud leta 999 napadel Nišapur. 2. februarja 999 sta Mansurja umorila samanidska plemiča Begtuzun in Fa'ik, ki sta na prestol postavila njegovega brata Abd al-Malika II. Mahmud je izkoristil atentat na Mansurja in napredoval proti Samanidom. Sklenjen je bil kratek mirovni sporazum, ki je Mahmudu zagotovil nadzor nad Heratom in Balhom. Vendar se je konflikt nadaljeval, ko je Dara bin Kabus, ki se ni strinjal s pogodbo, napadel Mahmudovo vojsko. Mahmud je zbral svojo vojsko blizu Merva. Gaznavidske sile, ki jih je vodil Mahmud in njegov brat Abu'l Muzafar Nasr, podprti s konjenico in sloni, so premagale samanidsko vojsko Abd al-Malika, Abu'l Kasima, Begtuzuna in Fa'ika. Samanidska dinastija se je kmalu zatem sesula s Fa'ikovo smrtjo in invazijo Kara-Kanidov na Buharo, pri čemer je bil Abd al-Malik leta 999 ujet.

### Osvojitev Sistana
Leta 1002 je Mahmud napadel Sistan in odstavil Halafa ibn Ahmada, s čimer se je končala dinastija Safaridov. Od tam se je odločil, da se bo osredotočil na Hindustan na jugovzhodu, zlasti na zelo rodovitna zemljišča v regiji Pandžab.

### Vojna s Kara-Hanidskim kanatom
Leta 1006 so Kara-Hanidi pod vodstvom Ilak Nasr kana in Kadir kana napadli Horasan, del Gaznavidskega cesarstva, da bi si ga priključili. Leta 1006 so sile Ilak kana za kratek čas zavzele Balh in Herat, vendar jih je sultan Mahmud sredi leta 1006 hitro izgnal. Leta 1008 sta Ilak kan in Kadir kan vodila 50.000-glavo vojsko čez reko Amu Darjo (Oxus), vendar so jih Mahmudove sile, ki so jih podpirali sloni, v bitki pri Katarju 5. januarja 1008 odločno premagale. Kara-Hanidi so pobegnili in utrpeli velike izgube, sultan Mahmud si je zagotovili nadzor Gaznavidov nad Horasanom.

### Osvojitev Horezma
Leta 1017 se je Mahmud odločil osvojiti Horezm, ki je bil pod Ma'munidi. Ma'mun I. ibn Muhamad je Horezm priključil, potem ko je leta 995 premagal Afrihid Šaha Abu 'Abdalaha Muhamada. Po Ma'munovem atentatu leta 997 je njegov sin Abu al-Hasan Ali vladal do leta 1009, sledil pa mu je brat Abu'l-Abas Ma'mun. Soočil se je s pritiskom, da prizna Mahmudovo suverenost, kar je privedlo do njegove vdaje, tako da je prebral hutbo v Mahmudovem imenu. To je sprožilo upor, ki je dosegel vrhunec z njegovim atentatom marca 1017, ki so ga zagrešili uporniki pod vodstvom Alptigina, ki je za vladarja postavil mladega sina Abul-Abbas. Razjarjeni sultan Mahmud Gaznijski je napadel Horezm, 3. julija 1017 premagal upornike in zavzel Gurgenč, usmrtil Alptigina in druge storilce umora kralja, da bi si zagotovil prevlado.
Mahmudov prvi pohod na jug je bil proti ismailski državi, ki jo je leta 965 v Multanu ustanovil da'i iz Fatimidskega kalifata, da bi si pridobil politično naklonjenost in priznanje Abasidskega kalifata; s Fatimidi se je povezal tudi drugje. V tem času se je Džajapala poskušal maščevati za prejšnji vojaški poraz, ki ga je proti Mahmudovem očetu, ki je konec osemdesetih let 10. stoletja nadzoroval Gazni in je Džajapali odvzel obsežno ozemlje. Njegov sin Anandapala ga je nasledil in nadaljeval boj za maščevanje očetovega samomora. V bitki pri Čaču je sestavil močno konfederacijo, ki je utrpela poraz, ko se je njegov slon v ključnem trenutku obrnil iz bitke, kar je leta 1008 v Lahoreju ponovno obrnilo tok v Mahmudovo korist in Mahmudu prineslo nadzor nad šahijskimi posestmi Udbandpura. 

### Vojaški pohodi na indijsko podcelino
Po porazu Indijske konfederacije se je Mahmud, potem ko se je odločil maščevati za njihov skupni odpor, odpravil na redne pohode proti njim, pri čemer je osvojena kraljestva prepustil hindujskim vazalom in si priključil le regijo Pandžab. Prav tako se je zaobljubil, da bo vsako leto plenil bogato regijo severozahodne Indije.

#### Vojna proti hindujskemu šahiju
Mahmud Gaznijski je najprej napadel sodobni Pakistan in nato dele Indije. 28. Novembra 1001 se je njegova vojska v bitki pri Pešavarju spopadla in premagala vojsko radže Džajapale iz kabulskih šahijev. Ujel je in kasneje izpustil hindujskega šahijskega vladarja Džajapalo, ki je svojo prestolnico preselil v Pešavar. Džajapala se je ubil in nasledil ga je sin Anandapala. Leta 1005 je Mahmud Gaznijski napadel Bhatio (verjetno Bhero), leta 1006 pa Multan, ko ga je napadla vojska Anandapale. Naslednje leto je Mahmud Gaznijski napadel in uničil Suhapalo, vladarja Bafinde (ki je postal vladar z uporom proti šahijskemu kraljestvu). Leta 1008–1009 je Mahmud v bitki pri Čaču premagal hindujske šahije. Leta 1013 je bilo med Mahmudovo osmo ekspedicijo v vzhodni Afganistan in Pakistan šahijsko kraljestvo (ki je bilo takrat pod Triločanapalo, sinom Anandapale) strmoglavljeno. 

#### Poskus vdora v Kašmir
Leta 1014 je Mahmud vodil ekspedicijo v Tanasar. Naslednje leto je neuspešno napadel Kašmir. Kašmirski vladar Sangramaradža je bil zaveznik hindujskih šahijev proti Gaznavidom, Mahmud pa si je želel povračila.  Mahmud je napadel Kašmir, ker je Sangramaradža pomagal Triločanapali. Napredoval je vzdolž doline reke Tohi in nameraval vstopiti v Kašmir skozi prelaz Tosamaidan. Vendar je njegov napredek ustavila močna utrdba Loharkot. Po enem mesecu obleganja utrdbe je Mahmud opustil obleganje in se umaknil, pri čemer je na poti izgubil veliko svojih vojakov in skoraj izgubil tudi lastno življenje. Leta 1021 je Mahmud ponovno poskušal vdreti v Kašmir, vendar mu spet ni uspelo napredovati dlje od utrdbe Loharkot. Po dveh neuspelih poskusih invazije ni več poskušal vdreti v Kašmir.   

#### Nadaljnji pohodi v sosednje države
Leta 1018 je Mahmud napadel Maturo in premagal koalicijo tamkajšnjih vladarjev, hkrati pa ubil vladarja po imenu Čandrapala. Mesto Matura je bilo "neusmiljeno izropano, opustošeno, oskrunjeno in uničeno".  Al-utbi je v svojem delu Tarih-e-jamini omenil, da je Mahmud Gaznavijski uničil "velik in veličasten tempelj" v Maturi. Po Firišti, ki je v 16. in 17. stoletju pisal "Zgodovino Hindustana", je bilo mesto Matura najbogatejše v Indiji in je bilo posvečeno Vasudevi-Krišni. Ko ga je napadel Mahmud Gaznijski, so bili "vsi idoli" v dvajsetih dneh sežgani in uničeni, zlato in srebro sta bila pretaljena za plen, mesto pa je bilo požgano. Umetnost Mature je nato upadla.
Leta 1021 je Mahmud podprl kralja Kanaudža proti Čandeli Gandi, ki je bil poražen. Istega leta je bil Shahi Triločanapala ubit pri Rahibu, nasledil pa ga je njegov sin Bhimapala. Mahmud je priključil Lahore (današnji Pakistan). Mahmud je leta 1023 oblegal Gvalior, kjer so mu plačali davek. Mahmud je leta 1025 napadel Somnat, njegov vladar Bhima I. pa je pobegnil. Naslednje leto je zavzel Somnat in odkorakal v Kač proti Bhimi I. Istega leta je Mahmud napadel tudi Džate iz Džuda in jih porazil. Mahmudovo oskrunitev templja Somnat v Gudžaratu leta 1024 je spodbudilo radžputskega kralja Bhodžo, da je proti njemu vodil vojsko, vendar se je Mahmud Gaznijski po napadu na Somnat odločil za nevarnejšo pot preko Sinda. Da bi se izognil soočenju z močnimi napadajočimi vojskami Bhodže, je prečkal puščavo, kjer je pomanjkanje hrane in vode ubilo veliko število njegovih vojakov in živali. Kitabh Zainu'l Akhbar ( ok. 1048 CE ) avtorja 'Abd al-Haja Gardizija, Tabakat-i-Akbarija avtorja Nizamudina Ahmada in spisi Firište prav tako omenjajo ta dogodek. 
Indijska kraljestva Nagarkot, Fanesar, Kanaudž in Gvalior so bila osvojena in prepuščena v roke hindujskih, džainističnih in budističnih kraljev kot vazalne države, on pa je bil dovolj pragmatičen, da ni zanemaril sklepanja zavezništev in vključevanja lokalnega prebivalstva v svoje vojske vseh vrst. Ker Mahmud ni nikoli imel stalne prisotnosti na severozahodni indijski podcelini, je uvedel politiko uničevanja hindujskih templjev in spomenikov, da bi zatrl vsakršen napad hindujcev na imperij; Nagarkot, Fanesar, Matura, Kanaudž, Kalindžar (1023)  in Somnath so se vsi vdali ali pa so bili napadeni. Ocenjuje se, da  je bilo med Mahmudovi vpadi ubitih več kot 2 milijona ljudi.

### Pohodi v Perzijo in sosednja ozemlja
Leta 1012 si je Mahmud zagotovil prevlado nad Zijaridi v severni Perziji. Leta 1029 so dejlamske čete ogrožale šibkega vladarja Madžd al-Davlo, ki je poiskal pomoč pri sultanu Mahmudu. Mahmud je izkoristil priložnost in poslal 8000 konjenikov, da bi ujeli Madžd al-Davlo, medtem ko je sam odkorakal v Gorgan, da bi preprečil vmešavanje Seldžukov. Maja so Gaznavidi zavzeli Radž in dali Madžd al-Davlo pod nadzor. 26. maja 1029 je Mahmud brez upora vstopil v Radž in zasegel znatno bogastvo. Madžd al-Davla je bil zaprt in poslan v Indijo. Mahmud je Mas'udu ukazal, naj vodi pohod proti preostalim ozemljem Bujidov. Nato se je odpravil proti Kakujidom iz Hamadana in Isfahana, zavzel Hamadan in nato napredoval proti Isfahanu, ki ga je zasedel januarja 1030. Gaznavidi so si nato podjarmili sosednja kraljestva Azerbajdžan in severni Iran, pri čemer so jim Ravadidi in Salaridi plačevali davke. 
Zadnja štiri leta Mahmudovega življenja se je spopadal s pritokom Oguzov in Seldžukov iz Srednje Azije in dinastije Bujidov. Sprva so se Seldžuki po Mahmudovem odboju umaknili v Horezm, toda Togrül in Çagrı sta jih povedla, da so zavzeli Merv in Nišapur (1028–1029). Kasneje so večkrat napadli in trgovali z njegovimi nasledniki po Horasanu in Balku ter leta 1037 celo izropali Gazni. Leta 1040 so v bitki pri Dandanakanu odločno premagali Mahmudovega sina Mas'uda.<span about="#mwt219" class="nowrap" data-cx="[{&quot;adapted&quot;:true,&quot;targetExists&quot;:true,&quot;mandatoryTargetParams&quot;:[],&quot;optionalTargetParams&quot;:[]}]" data-mw="{&quot;parts&quot;:[{&quot;template&quot;:{&quot;target&quot;:{&quot;wt&quot;:&quot;Presledki&quot;,&quot;href&quot;:&quot;./Predloga:Presledki&quot;},&quot;params&quot;:{},&quot;i&quot;:0}}]}" data-ve-no-generated-contents="true" id="mwApo" typeof="mw:Transclusion"><span typeof="mw:Entity">&nbsp;</span></span>I, zaradi česar je Mas'ud večino svojih zahodnih ozemelj prepustil Seldžukom.

## Zadnji dnevi
Sultan Mahmud je med svojo ekspedicijo proti Džatom leta 1027, ki je bila njegova zadnja invazija, zbolel za malarijo. Zdravstveni zapleti zaradi malarije so povzročili smrtonosno tuberkulozo. Dve leti je trpel za to boleznijo. Kljub opozorilom zdravnikov je opravljal svoje vsakodnevne obveznosti in se ukvarjal z dvornimi dejavnostmi.
Seldžuke je pregnal iz Horasana in izvedel pohod v Reju . Poletje 1029 je po zimi v Balku preživel v Horasanu. Podnebje v Balku mu ni bilo primerno, zato se je okoli 22. aprila 1030 vrnil v Gazni. 
Mahmud je umrl v starosti 58 let, dne 30. aprila 1030. Pokopan je bil na vrtu Firuzi, v njegovem najljubšem letovišču. Njegov mavzolej se nahaja v Gazniju v Afganistanu.

## Administracija
Sultan Mahmud je imel pet pomembnih ministrov, ki so bili zadolženi za različne funkcije: 
1. Dīwān-i-Wizārat ali finančni oddelek
2. Dīwān-i-'Ard ali Vojni oddelek
3. Dīwān-i-Risālat ali oddelek za dopisovanje
4. Dīwān-i-Shughl-i-Ishrāf-i-Mamlukat ali Oddelek za tajne službe
5. Dīwān-i-Wikālat ali Gospodinjski oddelek.

Pri skoraj vsem je posvečal veliko pozornosti podrobnostim in osebno nadzoroval delo vsakega oddelka svojega vladne (divana) uprave.

### Vazir ali veliki vezir
Mahmud je vse svoje ministre imenoval sam, ne da bi se posvetoval s svojim divanom, čeprav je to občasno moral storiti, saj je njegova vera narekovala, da se morajo muslimani med seboj posvetovati o vseh vprašanjih. Večino časa je bil sumničav do svojih ministrov, zlasti do vezirja, in naslednje besede naj bi bile njegove: "Vazirji so sovražniki kraljev ..." 

#### Številčna moč Mahmudove vojske
Leta 999 n. št., ko je Mahmud Gaznijski pri Marvu premagal Samanide pod Abdu'l-Malikom ibn Nūhom, je poveljeval  najmanj 32.000 konjenikom. V letih 1015-16 je napadel Balh. Zgodovinar iz obdobja Gaznavidov, Abu'l-Fadl Bajhaki, je ocenil, da je sultanova vojska štela 100.000 vojakov.
Leta 1023 n. št. je bila na ravnicah Šabahar pregledana vojska, ki je štela 54.000 konjenikov in 1300 slonov, poleg garnizij v postojankah cesarstva za varovanje dolge meje. Zgodovinar iz 12. stoletja, Sibt Ibn al-Džavzi, ocenjuje moč njegove vojske na približno 100.000, vključno s konjenico in pehoto. V Makranu je sultan Mahmud, da bi na prestol postavil Abu'l Mu'askarja, poslal vojsko s 4000 konjeniki in 3000 pešaki. Leta 1039 je bila med osvojitvijo Reja sestavljena vojska z 8000 konjeniki.
Skupno število sužnjev je bilo približno 4000 in 1700 slonov. Vsak slon je stal 100.000 dirhamov.

## Zapuščina
Do konca njegove vladavine se je Gaznavidsko cesarstvo raztezalo od Raja na zahodu do Samarkanda na severovzhodu in od Kaspijskega morja do Jamune. Čeprav so njegovi napadi ponesli njegove sile čez Indijsko podcelino, je pod njegovo poltrajno oblast prišel le del Pandžaba in Sinda v današnjem Pakistanu; Kašmir, Doab, Radžastan in Gudžarat so ostali pod nadzorom lokalnih hindujskih dinastij.
Plen, ki so ga prinesli nazaj v Gazni, je bil ogromen in sodobni zgodovinarji (npr. Abolfazl Beyhaghi, Firduzi) opisujejo veličastnost prestolnice, pa tudi osvajalčevo radodarno podporo literaturi. Gazni, prvo središče perzijske literature, je spremenil v eno vodilnih mest Srednje Azije, kjer je podpiral učenjake, ustanavljal šole, urejal vrtove ter gradil mošeje, palače in karavansaraje. Mahmud je v Gazni prinesel cele knjižnice iz Raja in Isfahana. Zahteval je celo, da dvor Horezmšaha pošlje svoje učence v Gazni.
Mahmud je bil pokrovitelj pomembnega pesnika Firduzija, ki je po 27 letih dela odšel v Gazni in mu podaril Šahname. V srednjeveških besedilih obstajajo različne zgodbe, ki opisujejo pomanjkanje zanimanja, ki ga je Mahmud pokazal za Firduzija in njegovo življenjsko delo. Po mnenju zgodovinarjev je Mahmud Firduziju obljubil dinar za vsak distih, napisan v Šahname (kar bi znašalo 60.000 dinarjev), a je kasneje preklical obljubo in mu podaril dirhame (20.000 dirhamov), kar je takrat ustrezalo le 200 dinarjev. Njegova odprava čez Gangetske ravnice leta 1017 je navdihnila Al-Birunija, da je napisal svoj Tarikh Al-Hind, da bi razumel Indijce in njihova prepričanja. Med Mahmudovo vladavino so bile ustanovljene univerze za študij različnih predmetov, kot so matematika, religija, humanistika in medicina.
Gaznavidskemu cesarstvu so njegovi nasledniki vladali 157 let. Razširjajoče se seldžuško cesarstvo je pogoltnilo večino gaznavidskega zahoda. Guridi so leta 1150 zavzeli Gazni, Mu'izz al-Din (znan tudi kot Mohamad iz Gurija) pa je leta 1187 zavzel zadnjo gaznavidsko trdnjavo v Lahoreju.